# جمرة العقبة
جمرة العقبة يرميها الحاج بملابس الإحرام في يوم النحر (يوم عيد الأضحى)، وهو واجب عند المسلمين أثناء أداءهم فريضة الحج. وأيام الرمي أربعة هي جمرة العقبة، وجمرات أيام التشريق الثلاث (الصغرى، الوسطى، الكبرى) ويرميها الحاج بعد التحلل الأول (الأصغر) من الإحرام.

## التسمية
سميت بـ«جمرة» من معنى اجتماع القبيلة الواحدة على من ناوأَها من سائر القبائل، ومن هذا قيل لمواضع الجِمَارِ التي ترمى بِمِنًى جَمَراتٌ لأَن كلَّ مَجْمَعِ حَصًى منها جَمْرَةٌ فالجَمَراتُ والجِمارُ هي الحَصياتُ التي يرمى بها في الجمرات. وقد سئل أَبو العباس عن الجِمارِ بِمِنًى فقال: أَصْلُها من جَمَرْتُه ودَهَرْتُه: إِذا نَحَّيْتَهُ، والجَمْرَةُ واحدةُ جَمَراتِ المناسك، وهي ثلاث جَمَرات يُرْمَيْنَ بالجِمارِ. والجَمْرَةُ: الحصاة. والتَّجْمِيرُ رمْيُ الجِمارِ. وأَما موضعُ الجِمارِ بِمِنًى فسمي جَمْرَةً لأَنها تُرْمي بالجِمارِ، وقيل: لأَنها مَجْمَعُ الحصى التي ترمي بها من الجَمْرَة، وقيل: سميت به من قولهم أَجْمَرَ إِذا أَسرع؛ ومنه الحديث: «إِن آدم رمى بمنى فأَجْمرَ إِبليسُ بين يديه»، وفي رواية أن إبراهيم لما أراد ذبح ولده بمنى فإنه ظهر له عند الجمرة الأولى يراوده أن لا يذبح ابنه فحصاه بسبع حصيات حتى ساخ، وعن ابن عباس، يرفعه إلى النبي قال: «لما أتى إبراهيم خليل الله المناسك عرض له الشيطان عند جمرة العقبة، فرماه بسبع حصيات حتى ساخ في الأرض، ثم عرض له عند الجمرة الثانية فرماه بسبع حصيات حتى ساخ في الأرض، ثم عرض له عند الجمرة الثالثة، فرماه بسبع حصيات حتى ساخ في الأرض، قال ابن عباس: الشيطان ترجمون، وملة أبيكم إبراهيم تتبعون»، ولهذا يظهر حكمة الاكتفاء في اليوم الأول بالعقبة حملاً لفعله مع آدم في هذا المقام، وفي الأيام الثلاثة تبعا لإبراهيم أو تبعاً له ولولده وامرأته هاجر، حيث وسوس لهم إبليس لهم في المواضع الثلاثة، وبهذا يتضح وجه تكرير الجمرات في أيام الثلاثة. أما «العقبة» فسميت بذلك لأنها كانت في أصل جبل يمثل عقبة للحجاج وأزيل في الوقت الحالي، حتى أن بعض الحجاج قديماً كانوا يصعدون على الجبل ويرمون إلى أسفل الجبل.

## جمرة العقبة الكبرى

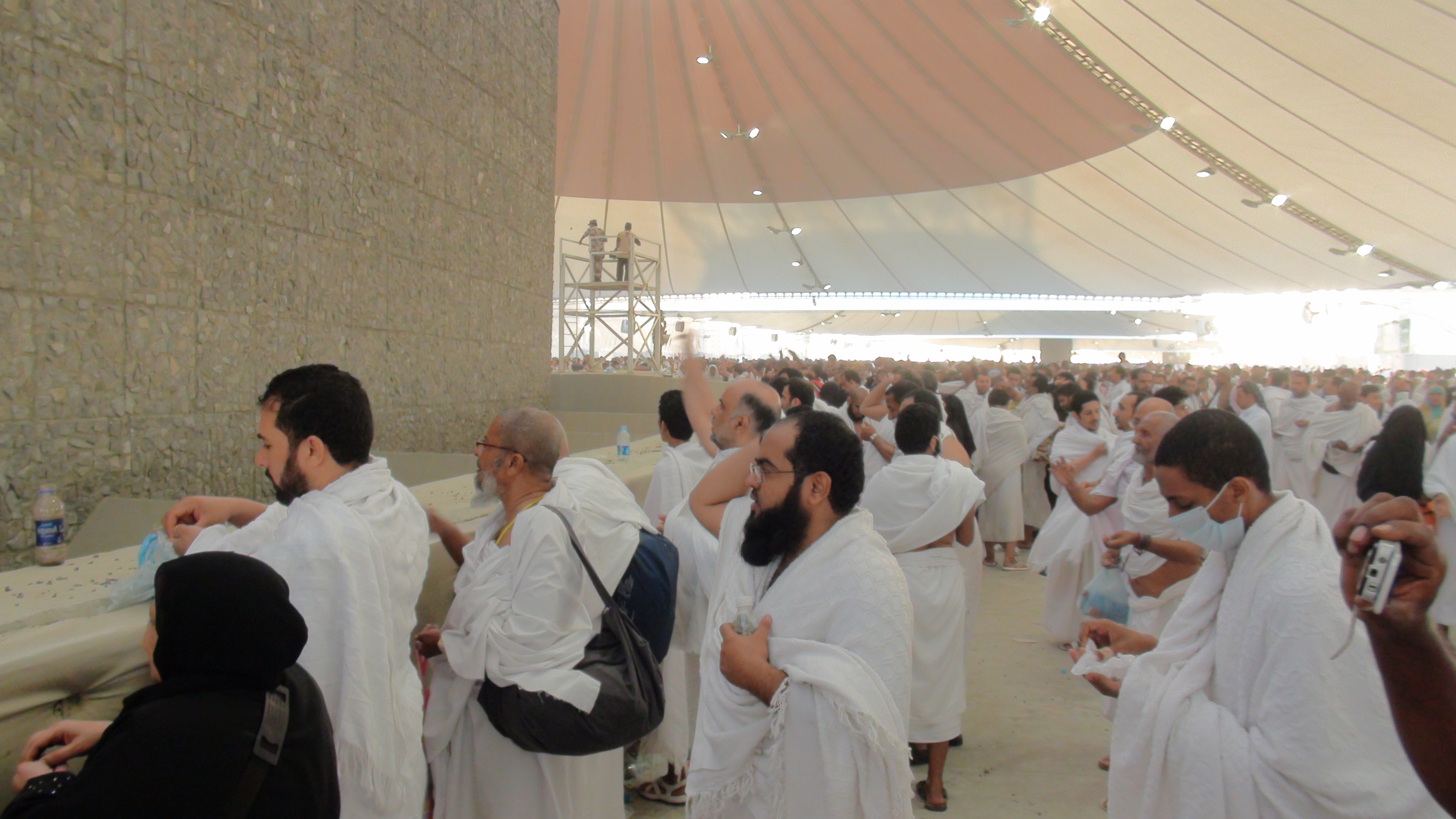
الحجاج بملابس الإحرام يرمون جمرة العقبة الكبرى يوم عيد الأضحى.

اليوم العاشر من ذي الحجة هو يوم عيد الأضحى أو يوم النحر، بعد صلاة الفجر يخرج الحاج من مزدلفة متوجها إلى مشعر منى وذلك لرمي جمرة العقبة الكبرى، وقت الرمي المحدد هو من فجر يوم عيد الأضحى إلى فجر اليوم التالي، ولكن السنة أن يكون الرمي ما بين طلوع الشمس إلى الزوال، ويجوز الرمي بعد الغروب إلى الفجر لكن لعذر، عند وصول الحاج يقطع التلبية ويستحب له أن يجعل منى عن يمينه، والكعبة عن يساره، وجمرة العقبة أمامه، أما الرمي من فوق الجسر فمن أي جهة كانت، رمي الجمرة يتم بحيث تضرب الحصية في شاخص الجمرة أو تقع في الدائرة المحيطة به، ثم يقوم الحاج برمي الشاخص بسبع حصيات متعاقبات، يرفع يده مع كل حصاة، ويكبر قائلا «بسم الله، والله أكبر، رغما للشيطان وحزبه وإرضاء للرحمن».
إذا فرغ الحاج من رمي جمرة العقبة قام بذبح الهدي، وهي الإبل أوالبقر أو الغنم، والنحر واجب على الحاج المتمتع والقارن فقط، ويستحب أن يقول عند ذبحه أو نحره «بسم الله والله أكبر اللهم منك ولك، اللهم تقبل مني»، ويسن ذبح الشاة على جنبها الأيسر وفي اتجاه القبلة، ويستحب للحاج أن يأكل منها ويتصدق منها أيضا، ويمتد وقت الذبح إلى غروب شمس اليوم الثالث من أيام التشريق، ويجوز للحاج أن يذبح في منى أو في مكة، وذلك لقول النبي محمد: « كل عرفة موقف وكل منى منحر وكل المزدلفة موقف وكل فجاج مكة طريق ومنحر».

## أيام التشريق الثلاث

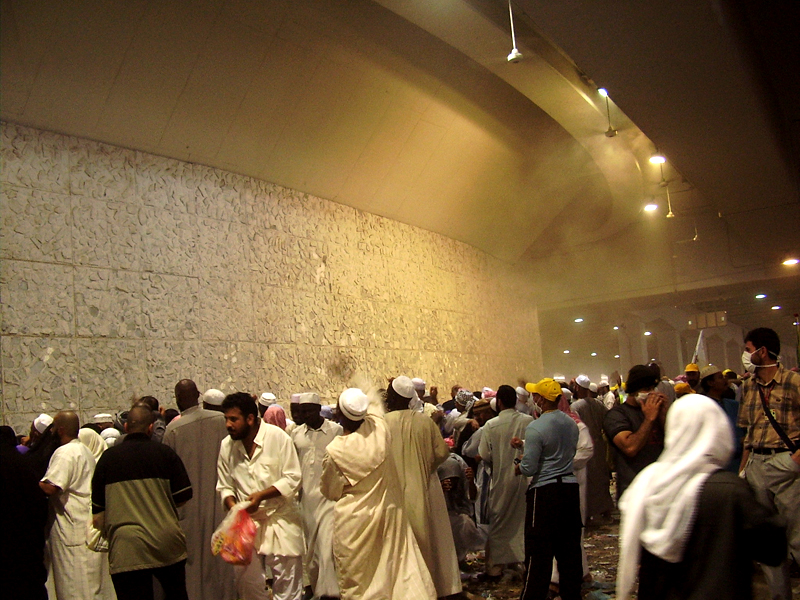
رمي الجمرات الثلاث بعد التحلل الأول.

أيام التشريق وهي الأيام الثلاثة التي تتبع يوم النحر، وهي أيام الحادي عشر، والثاني عشر، والثالث عشر من شهر ذي الحجة، وسميت بأيام التشريق لأن الناس كانوا يشرقون فيها لحوم الأضاحي ويبرزونها للشمس، وقيل لأن صلاة عيد الأضحى تقام بعد شروق الشمس وأن هذه الأيام تتبع يوم العيد فسميت أيام التشريق، وفي هذه الأيام يقوم الحجاج برمي الجمرات الثلاث الصغرى ثم الوسطى ثم الكبرى على الترتيب. خلال أول وثاني أيام التشريق، يقوم الحاج برمي الجمرات الثلاث متعاقبة (الصغرى "7 حصيات"، والوسطى "7 حصيات"، والكبرى "7 حصيات") في كل يوم، بدءاً من وقت الزوال وحتى غروب الشمس، بمجموع 21 حصاة في اليوم الأول وكذلك نفس العدد في اليوم الثاني، ويكبر مع كل حصاة، ثم يقف للدعاء، عدا جمرة العقبة الكبرى فينصرف بعد الرمي مباشرة، ويقضي الحاج ليلته في منى، وكذلك الحال في ثاني وثالث أيام التشريق. بعد انتهاء الرمي ثاني أيام التشريق يجوز للحجاج المتعجلين الخروج من منى قبل غروب الشمس والتوجه إلى مكة، ويسمى ذلك بالنفر الأول، أما من تأخر في الخروج من منى؛ فعليه أن يقضي ليلته، ويرمي الجمرات في ثالث أيام التشريق ويخرج بعد ذلك، ويسمى ذلك النفر الثاني.